# Église Saint-Augustin de Manille
Pour les articles homonymes, voir Église Saint-Augustin.
L'église Saint-Augustin est un édifice religieux catholique située à l'intérieur du quartier historique fortifié d'Intramuros à Manille, aux Philippines. Troisième église construite à cet endroit, en 1586, par les moines augustins, elle est l'une de quatre églises philippines datant de la période coloniale espagnole classées en 1993 au patrimoine mondial par l'UNESCO, sous le nom collectif de « Églises baroques des Philippines ». Les services pastoraux y sont toujours assurés par les religieux augustins.
Elle est aussi désignée « point de repère historique national » par le gouvernement philippin depuis 1976.

## Historique
L'édifice actuel est la troisième église augustine érigée sur le site. L'Église Saint-Augustin fut la première structure religieuse construite par les Espagnols sur l'île de Luçon. Construite en bambou et nypa, elle est achevée en 1571, mais bientôt détruite par un incendie en décembre 1574, lors de la tentative d'invasion de Manille par les forces du pirate Limahong,. Une deuxième église de bois est également détruite dans un incendie, en février 1583: une bougie a embrasé le drapé de la civière funèbre durant les funérailles du gouverneur général espagnol Gonzalo Ronquillo de Peñalosa.
Les Augustins décident cette fois de reconstruire en solide, avec un monastère adjacent. La construction commence en 1586, sur des plans de Juan Macías,. La structure utilise des briques en adobe extrait de Meycauayan, Binangonan et San Mateo. Le travail progresse lentement en raison du manque de fonds et de matériaux, aussi bien que de la relative pénurie de tailleurs de pierre. Le monastère est ouvert en 1604, et son église est officiellement déclarée terminée le 19 janvier 1607, et baptisée « Saint-Paul de Manille ». Juan Macías, mort avant son achèvement, en a été officiellement reconnu par les Augustins comme le constructeur.

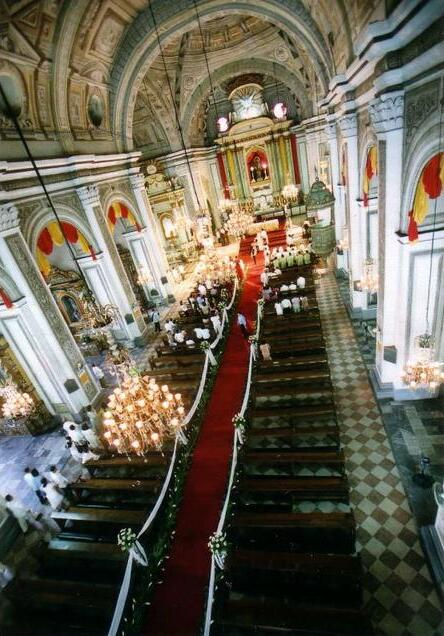
Intérieur de l'Église San Agustín, avec une fresque en trompe-l'œil sur son plafond et ses murs.

L'Église Saint-Augustin est pillée par la Grande-Bretagne qui occupe Manille en 1762, pendant la guerre de Sept Ans. En 1854, elle est rénovée sous la direction de l'architecte Luciano Oliver. Neuf ans plus tard, le 3 juin 1863, le tremblement de terre le plus dévastateur de l'époque frappe Manille: l'église Saint-Augustin est le seul édifice public intact de la ville. Une série de fortes secousses agitent encore Manille les 18-20 juillet 1880. Cette fois, la tour gauche de Saint-Augustin est gravement lézardée. Des réparations sont faites mais la tour, trop gravement endommagée, est démolie, comme on le voit aujourd'hui. L'église a résisté aux autres séismes majeurs qui ont frappé Manille avant en 1645, 1699, 1754, 1796, 1825 et 1852.
Le 18 août 1898, l'église est le lieu où le gouverneur général espagnol, Fermin Jaudenes, prépare les termes pour la reddition de Manille aux États-Unis d'Amérique après la défaite espagnole dans la guerre hispano-américaine,.
Durant la Deuxième Guerre mondiale, les Japonais transforment l'église Saint-Augustin en camp de prisonniers. Pendant les derniers jours de la bataille de Manille, des centaines de résidents intra-muros et le clergé étaient tenu en otage dans l'église par les soldats japonais. Plusieurs des otages perdent la vie durant la longue bataille. L'église elle-même survit au bombardement de la ville par les forces alliées américaines et philippines : seul son toit est endommagé. Elle est la seule des sept églises dans la ville murée à avoir survécu. Le monastère adjacent est cependant totalement détruit. Il est reconstruit ultérieurement, dans les années 1970, en tant que musée, sous la conception de l'architecte Angel Nakpil,.

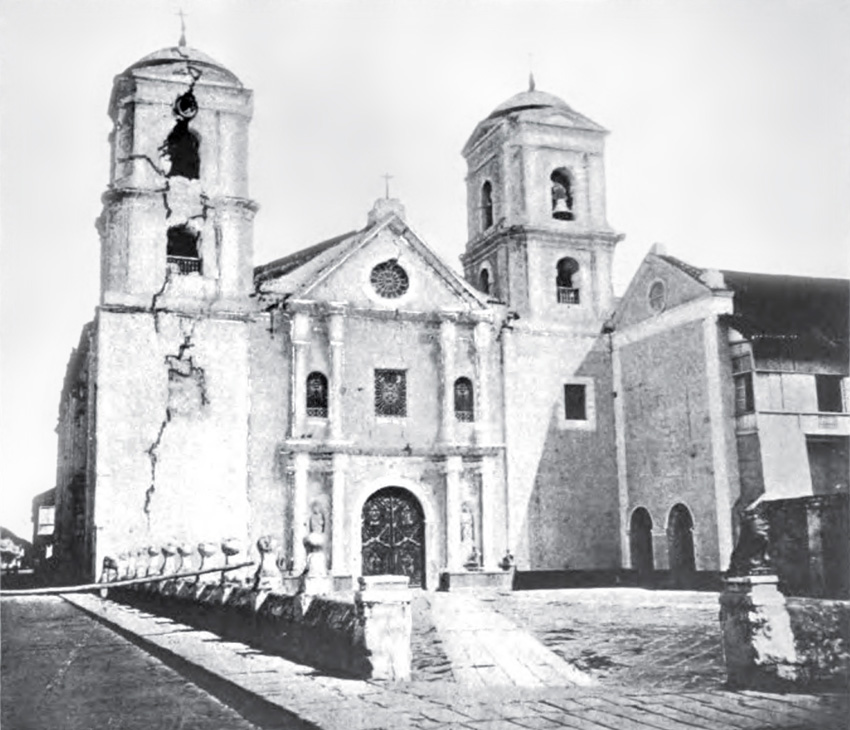
L'église est gravement endommagée lors du tremblement de terre de juillet 1880

## Galerie

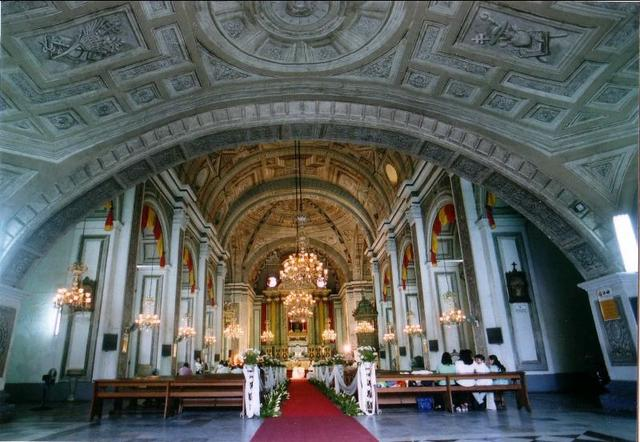
Intérieur de l'église
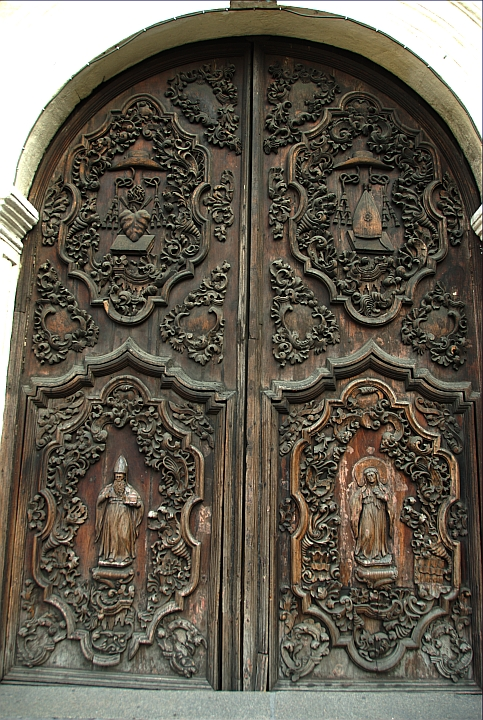
Le portail principal
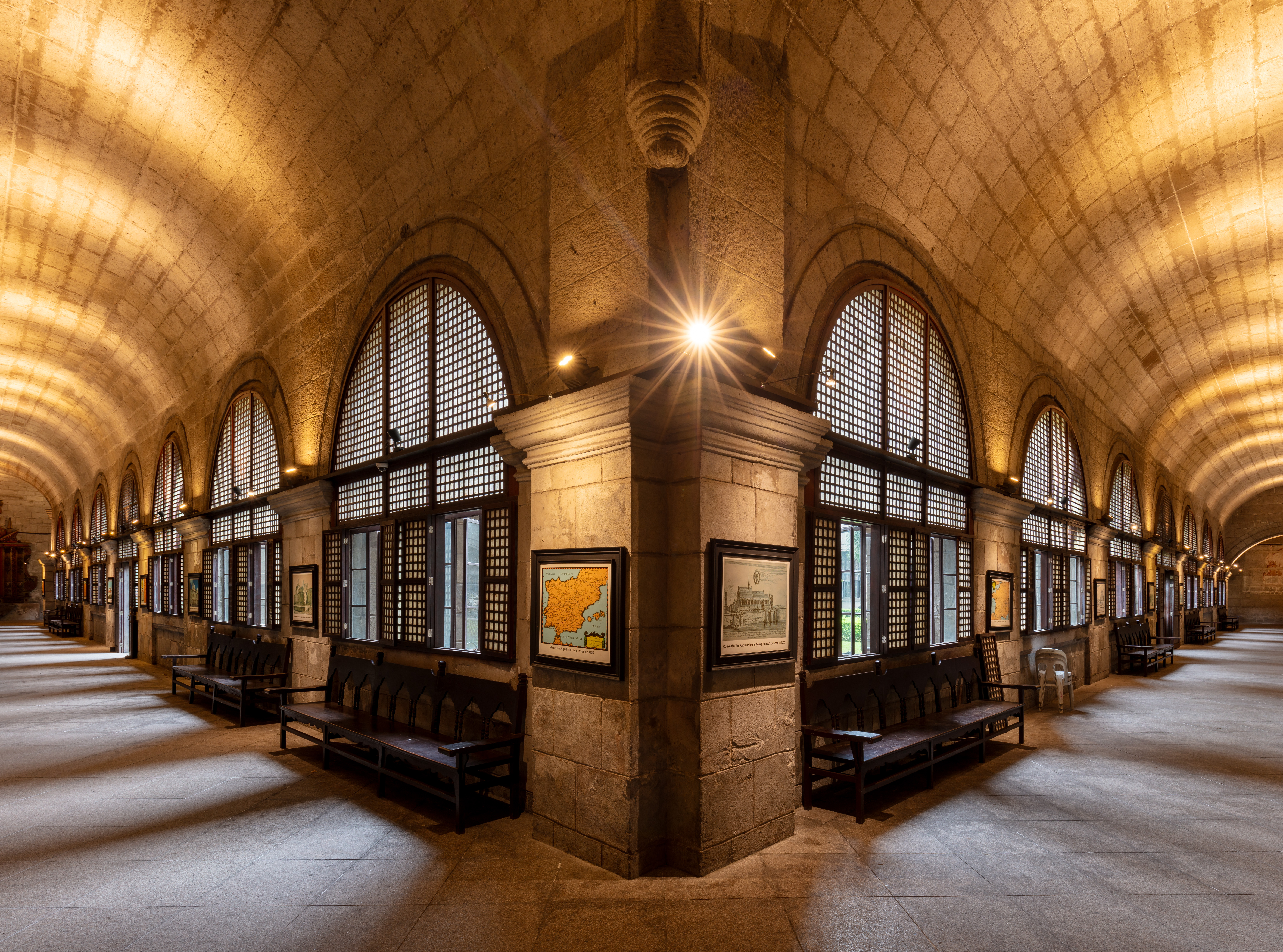
Musée de l'église. Aout 2023.
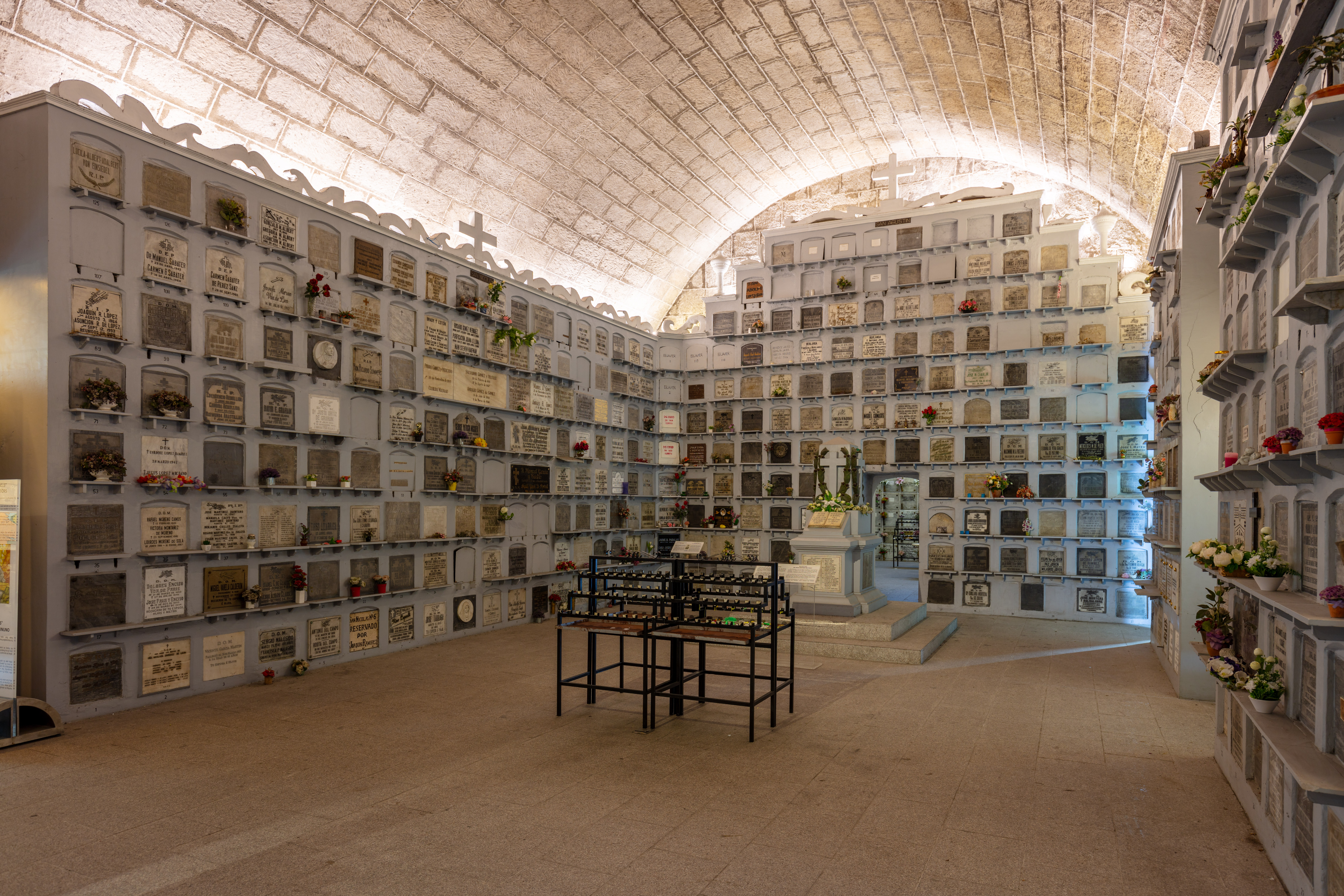
Cimetière dans le musée de l'église. Août 2023.